# صالحة سلطان
صالحة سلطان (بالتركية العثمانية: صالحه سلطان و باللغة التركية الحديثة:Saliha Sultan)، ولدت في قصر طولمة باغجة، باسطنبول سنة 1862 - وتوفيت سنة 1941 بالقاهرة، هي كريمة السلطان العثماني عبد العزيز الأول، من زوجته الأولى دورنوف كادين. والأخت الصغرى للأمير العثماني يوسف عز الدين. وزوجة سابقة لإبراهيم باشا، (الصدر الأعظم للدولة العثمانية في الفترة ما بين 13 أكتوبر 1806 حتى 3 يونيو 1807).